# Spec Ops: The Line
Spec Ops: The Line — компьютерная игра в жанре шутера от третьего лица, разработанная немецкой студией Yager Development и выпущенная 2K Games для Microsoft Windows, PlayStation 3 и Xbox 360 в 2012 году. В 2013 году была выпущена версия игры для OS X. Это одиннадцатая игра в серии Spec Ops и первая, вышедшая в серии за много лет после Spec Ops: Airborne Commando (2002). Действие игры происходит в городе Дубай в Объединённых Арабских Эмиратах, превратившемся в зону бедствия после серии масштабных песчаных бурь.
Как шутер от третьего лица, Spec Ops: The Line сталкивает игрока с многочисленными вооруженными противниками; для победы над ними игрок должен использовать в боях разнообразное оружие и особенности местности — разбросанные по полю боя укрытия, различные конструкции и скопления песка, которые можно обрушить на противников. Основной однопользовательский режим проводит игрока через серию заданий на улицах и в зданиях Дубая. Главный герой капитан Уокер из спецподразделения «Дельта» и его спутники оказываются на острие конфликта с участием мятежного пехотного батальона армии США; по мере развития сюжета душевное здоровье Уокера ухудшается, он сталкивается не только с реальными ужасами войны, но и собственными галлюцинациями. Для игры студией Darkside Game Studios также был разработан онлайновый многопользовательский режим, предлагающий командам игроков сражаться друг с другом.
Yager Development разрабатывала игру с 2007 года, используя в качестве источников вдохновения как истории реальных стихийных бедствий, так и художественные книги и фильмы, такие как «Сердце тьмы» и «Апокалипсис сегодня». Игра была задумана как нечто отличающееся от обычных развлекательных игр-«стрелялок» — повествование, которое заставляло бы игрока размышлять над изображением войны в компьютерных играх, и проводило бы его через череду морально неоднозначных решений.
Игра получила преимущественно положительные оценки обозревателей: пресса удостоила особых похвал сценарий и затронутые в нём серьёзные темы, тогда как геймплей и страдающий от множества технических проблем многопользовательский режим получили более критические отзывы. Студия Yager Development объявила, что не намеревается разрабатывать сиквел или новую игру из серии Spec Ops. В самих Объединённых Арабских Эмиратах и соседних странах игра была запрещена из-за негативного изображения Дубая и местных властей в игре.

## Геймплей
Одна из особенностей Spec Ops: The Line — песок, который покрывает разрушенные здания Дубая. Погода в городе меняется очень часто, так что игроку придется постоянно подстраиваться под погоду. Например, песчаную бурю можно использовать в качестве прикрытия для наступления, или наоборот — засады. При песчаных бурях враги зачастую теряют всякую ориентацию. В мультиплеере бури и деформация песчаного покрова тоже играют важную роль. Помимо этого, и в мультиплеере, и в кампании есть множество достаточно хрупких перекрытий, подпертых или покрытых массой песка, при уничтожении которых противника может засыпать хлынувшим песком.
Также игра известна своей неординарной системой выбора развития сюжета. В Spec Ops: The Line нет «хорошей» или «плохой» опции, как во многих играх с похожей системой морального выбора, напротив, игра намекает на иллюзию выбора в играх предлагаемыми действиями. Например, в 8 главе необходимо провести минометный обстрел с использованием белого фосфора, после чего игрока проводят по месту обстрела, где выясняется, что игрок, сам того не зная, обрёк десятки гражданских на смерть.
Арсенал игрового оружия составляют разнообразные пистолеты, пистолеты-пулемёты, автоматы, гранатомёты, гранаты, дробовики, пулемёты и снайперские винтовки.

### Многопользовательский режим
Действие событий многопользовательского режима происходит в Дубае за некоторое время до прибытия отряда «Дельта». 33-й батальон в этом режиме разбит на две воюющие группировки: «Проклятые» (англ. Damned) — солдаты, сохранившие верность полковнику Конраду, и «Изгнанники» (англ. Exiles) — солдаты, взбунтовавшиеся против полковника. Хотя эти группировки предлагают игрокам один и тот же набор классов на выбор, они несколько отличаются с точки зрения геймплея: «Изгнанники» получают преимущества при быстром передвижении по карте и в ближнем бою, тогда как у «Проклятых» чуть больше дальность стрельбы, и они получают дополнительные очки опыта при сражении во время песчаной бури. В зависимости от выбора класса игрок не только получает определённые преимущества сам, но и дает их товарищам по команде: например, в присутствии медика у дружественных солдат быстрее восстанавливается потерянное здоровье, тогда как снайпер может отмечать врагов специальными маркерами, показывающими товарищам по команде их местонахождение.
В «обычную» сложность входят режимы:
- Хаос — все против всех, побеждает игрок, набравший больше очков по убийствам.
- Битва — командный бой, побеждает та команда, которая набрала больше очков по убийствам.
- Руины — одной команде необходимо уничтожить вражеские объекты для получения координат ключевой точки. Другой команде необходимо оборонять и чинить их.
- Истощение — командный бой, за раунд игрокам дается только одна жизнь.
- Передача — захват станции, у каждой команды по одной станции, которые необходимо вывести из строя. Пока станция активна она приносит очки вашей команде, но как только она будет разрушена, очки перестают начисляться.
- Точка сбора — на карте в случайном месте появляется точка, которую необходимо захватить и удерживать, очки добавляются за удержание точки, побеждает команда, набравшая больше очков.

В «особую» входят режимы:
- Бой (усложнённый) — режимы хаос, битва, истощение, но игроки чрезвычайно уязвимы и отсутствует интерфейс, можно нанести урон союзникам.
- Бой (буря) — режимы хаос, битва и истощение, но теперь бой проходит под постоянными бурями.

## Сюжет
За полгода до начала игры Дубай, крупнейший город Объединённых Арабских Эмиратов был разорён чередой песчаных бурь. Чтобы помочь с эвакуацией города, в Дубай был направлен 33-й батальон Армии США, известный как «Проклятые». Солдаты должны были вывезти из города местных жителей, но не покинули Дубай сами и перестали выходить на связь; командование приняло лишь странную передачу от командира «Проклятых», полковника Джона Конрада. Чтобы выяснить, что произошло в городе, армия направила в Дубай отряд спецподразделения «Дельта» под началом капитана Мартина Уокера, который раньше служил вместе с Конрадом. Его сопровождают ещё два бойца — первый лейтенант Адамс и штаб-сержант Луго.
Игра начинается с погони на вертолетах среди небоскребов Дубая: вертолет героев попадает в песчаную бурю и сталкивается с другим вертолетом. Действие возвращается к более ранним событиям — прибытию бойцов «Дельты» в город. Они сталкиваются с вооруженными бандитами, а затем и с бойцами 33-го батальона — в городе идёт война между вооруженными дубайцами и американскими солдатами, и обе группировки враждебны к новоприбывшим. Диджей, бывший журналист, примкнувший к 33-му батальону, выступает по радио, обвиняя местных в нарушении перемирия. Двигаясь по следам агентов ЦРУ, действующих в городе, бойцы «Дельты» пытаются прорваться в здание под названием «Врата». Они используют миномет с фосфорными боеприпасами, чтобы одолеть превосходящие силы противника, но после обстрела обнаруживают, что вместе с вражескими солдатами сожгли заживо 47 мирных жителей. Капитан Уокер обвиняет в этом Конрада и 33-й батальон и клянется отомстить.
Герои обнаруживают, что другие офицеры 33-го мертвы — их казнил полковник Конрад. Уокер начинает принимать по рации передачи от Конрада, который подвергает героя насмешкам и испытаниям — например, предлагает убить одну из двух жертв на выбор. Бойцы «Дельты» присоединяются к Риггсу, последнему из агентов ЦРУ в городе. С их помощью Риггс вывозит цистерны с водой из местного аквапарка — последние запасы пресной воды в Дубае: как оказывается, цель агентов ЦРУ — не спасти местное население, а обречь его на смерть, чтобы скрыть военные преступления 33-го батальона от всего мира. После смерти Риггса герои нападают на башню, откуда вещает осыпающий их насмешками Диджей, и добираются до него. Луго убивает Диджея, после чего герои покидают башню на вертолете UH-60 и перед отлётом расстреливают радиостудию.
Как и в показанном в самом начале игры эпизоде, вертолет попадает в песчаную бурю и разбивается; трое членов отряда оказываются разбросанными по окраине города. Безоружный Луго прячется в лагере беженцев, но местные жители опознают в нём американского солдата и линчуют, вешая на столбе; они также угрожают и Уокеру с Адамсом, и те могут по выбору игрока расстрелять или разогнать толпу линчевателей. Уокер и Адамс с боем прорываются к башне Бурдж-Халифа, где засел полковник Конрад; в последнем бою погибает и Адамс, отказавшись сдаться — Уокер добирается до башни один. Он сталкивается с Конрадом в пентхаузе на вершине башни, и беседует с ним — поначалу полковник представляется Уокеру тем самым злом, которому герой намеревался отомстить. Вскоре Конрад исчезает, и Уокер находит на балконе высохший труп полковника: настоящий Конрад покончил с собой ещё до начала событий игры, а персонаж, с которым общался Уокер в течение игры, был не более чем порождением его собственного диссоциативного расстройства — кем-то, на кого можно было бы возложить всю вину за происходящее, а себя считать героем.
Игра предлагает игроку на выбор несколько концовок: когда галлюцинация-Конрад угрожает герою пистолетом, Уокер под управлением игрока может дать полковнику застрелить себя или застрелиться самостоятельно — в таком случае концовка демонстрирует трупы Конрада и Уокера на балконе пентхауза. Выстрелив в полковника, Уокер избавляется от наваждения и может запросить эвакуацию по радио. В этом случае после титров следует дополнительная сцена — военный патруль находит полусумасшедшего Уокера у входа в башню Бурдж-Халифа. В зависимости от выбора игрока, Уокер может сдать солдатам оружие и дать усадить себя в машину, либо немотивированно вступить с солдатами в бой. В этом бою герой может погибнуть окончательно; если ему удастся перебить всех противников, Уокер обращается к командованию по радио со словами «Господа, добро пожаловать в Дубай» и возвращается в башню.

## Музыка
| №   | Название              | Длительность |
| --- | --------------------- | ------------ |
| 1.  | «Opening»             | 1:07         |
| 2.  | «TK01_FULLMIX»        | 1:07         |
| 3.  | «TK02_FULLMIX»        | 0:51         |
| 4.  | «TK03_FULLMIX»        | 1:07         |
| 5.  | «TK04_FULLMIX»        | 1:15         |
| 6.  | «TK05_FULLMIX»        | 1:02         |
| 7.  | «TK06_FULLMIX»        | 1:00         |
| 8.  | «Battle01_LP1»        | 1:07         |
| 9.  | «Battle03_LP2»        | 1:07         |
| 10. | «Battle04_LP1_LR3»    | 1:27         |
| 11. | «Battle04_LP1_LR4»    | 1:27         |
| 12. | «Battle04_LP2_LR1»    | 1:19         |
| 13. | «Battle04_LP3_LR2»    | 1:14         |
| 14. | «Battle04_LP3_LR3»    | 1:14         |
| 15. | «Battle05_LP1_LR2»    | 1:15         |
| 16. | «Battle06_FULLMIX»    | 3:39         |
| 17. | «Battle07_FULLMIX»    | 3:23         |
| 18. | «Battle08_FULLMIX»    | 2:39         |
| 19. | «Battle09_FULLMIX»    | 2:22         |
| 20. | «Battle10_FULLMIX»    | 2:17         |
| 21. | «Battle10_LP1_LR3»    | 1:10         |
| 22. | «Bastion_Start»       | 0:48         |
| 23. | «Gorge_Start»         | 0:46         |
| 24. | «Mall_Start»          | 0:53         |
| 25. | «Outpost_Start»       | 0:45         |
| 26. | «Planecrash_Start»    | 0:42         |
| 27. | «Rooftops_Start»      | 0:42         |
| 28. | «ShipGraveYard_Start» | 0:44         |
| 29. | «SuperDune_Start»     | 0:42         |
| 30. | «Tanker_Start»        | 0:40         |
| 31. | «Ambient01»           | 1:22         |
| 32. | «Ambient04»           | 1:05         |
| 33. | «Ambient07»           | 1:24         |
| 34. | «Ambient11»           | 1:15         |
| 35. | «Ambient14»           | 1:13         |
| 36. | «Ambient19»           | 1:19         |

Саундтрек входил в специальное издание игры на русском языке. Кроме того, в Spec Ops: The Line звучали композиции Джими Хендрикса, Deep Purple, Mogwai, Martha and the Vandellas, Бьорк, Alice in Chains и других исполнителей.

## Релиз
| Сводный рейтинг       | Сводный рейтинг                           |
| Агрегатор             | Оценка                                    |
| --------------------- | ----------------------------------------- |
| GameRankings          | (X360) 77,58 % (PS3) 78,16 % (PC) 76,50 % |
| Metacritic            | (X360) 76/100 (PS3) 77/100 (PC) 76/100    |
| «Критиканство»        | 77/100                                    |
| Иноязычные издания    |                                           |
| Издание               | Оценка                                    |
| 4Players              | 7,5/10                                    |
| Destructoid           | 8/10                                      |
| Edge                  | 7/10                                      |
| EGM                   | 9/10                                      |
| Eurogamer             | 8/10                                      |
| Game Informer         | 7,75/10                                   |
| GameRevolution        | [ 23 ]                                    |
| GameSpot              | 6,5/10                                    |
| GamesRadar+           | [ 25 ]                                    |
| GameStar              | 85/100                                    |
| GameTrailers          | 8,3/10                                    |
| Giant Bomb            | [ 28 ]                                    |
| IGN                   | 8/10                                      |
| Jeuxvideo.com         | 16/20                                     |
| Joystiq               | [ 31 ]                                    |
| OXM                   | 8,5/10                                    |
| Polygon               | 8/10                                      |
| Push Square           | 8/10                                      |
| The Daily Telegraph   | [ 34 ]                                    |
| The Guardian          | [ 35 ]                                    |
| VideoGamer            | 7/10                                      |
| Русскоязычные издания |                                           |
| Издание               | Оценка                                    |
| 3DNews                | 7/10                                      |
| Absolute Games        | 65/100                                    |
| GameMAG.ru            | 7/10                                      |
| PlayGround.ru         | 7,8/10                                    |
| StopGame.ru           | Похвально                                 |
| «Игромания»           | 8/10                                      |
| «Игры Mail.ru»        | 8/10                                      |
| «Канобу»              | 8/10                                      |
| Gameguru.ru           | 8,5/10                                    |

В 2024 году издатель 2К объявил, что игра будет снята с продажи из всех цифровых магазинов по причине истекающих партнёрских лицензий.

### Россия
Локализатором в России выступил 1С-СофтКлаб. На персональных компьютерах игра вышла полностью на русском языке (с возможностью комбинировать языки), одновременно с мировым релизом, а на консолях PlayStation 3 и Xbox 360 — на английском с русской документацией, 4 июля 2012 года.

### ОАЭ
В связи с тем, что в игре рассказывается будущее Дубая после катастрофического бедствия, а также довольно отрицательное изображение арабской власти (в игре можно найти разведданные, где рассказывается о сокрытии официальной властью информации о грядущей катастрофе, а также убийства иностранцев), она была запрещена на территории ОАЭ.

## Критика
Игра получила высокие оценки критиков. Отзывы на игру были в основном положительными. В февральском номере журнала «Страна игр» Spec Ops: The Line была названа лучшей игрой 2012 года. Обозреватели отмечали прежде всего примечательный сюжет, содержащий неоднозначные темы и непривычные приемы повествования, причём отдельные сюжетные моменты стали объектами полемики в прессе. Напротив, геймплей и особенно многопользовательский режим получили отрицательные отзывы. Игра была удостоена нескольких наград, включая «Лучший сценарий» от Inside Gaming и «Лучший сюжет в игре для ПК» от IGN, однако не была успешна в продажах и не окупила затраченных средств. Результаты первого квартала 2013 финансового года по Spec Ops: The Line и Max Payne 3 для Take-Two Interactive оказались ниже ожиданий. В 2014 году управляющий директор Yager Development Тимо Ульман сказал, что из-за этого сиквел не выйдет и, вероятно, компания не будет выпускать военные шутеры; если не получается конкурировать с крупными компаниями, риск очень велик, а рынок «умных» или «интеллектуальных» игр слишком нишевый, почти элитарный.
В 2024 году «Новая газета Европа» написала, что несмотря на относительно небольшие продажи, Spec Ops: The Line стала культовой: её обсуждают до сих пор. Непримечательный на первый взгляд шутер эпохи Call of Duty оказался серьёзным антимилитаристским высказыванием, попыткой осмыслить жанр и природу насилия в играх. В определённой степени это уловка и заранее подготовленный обман. С точки зрения игрового процесса Spec Ops: The Line не выделяется — ключевой персонаж постоянно передвигается от укрытия к укрытию как в Gears of War, стреляет в противников, отдаёт команды членам своего отряда. Вести бой не очень приятно, а карты-арены узкие, линейные и не создают разнообразия тактик и способов прохождения. Сюжет в первые часы не впечатляет, но привычная картина скоро начинает рушиться — «американские солдаты здесь не лубочные герои-образы, а интервенты, решающие свои задачи: они то спасают гражданских, то их казнят, то вообще воюют между собой. Уокер со своей спасительной миссией вовсе не помогает, а вредит и себе, и всему городу». Основное чувство непривычно для шутеров того времени — непонимание и неспособность главного героя осознать, что происходит и определить, кто «хороший» и «плохой». В итоге выясняется, что никаких врагов или союзников у него в Дубае не существовало — «и не только потому, что само это разделение оказывается неверным, но и потому, что искать нужно было сперва в себе самом. Шаблонный героизм, на пафосе которого обычно строятся военные шутеры, здесь вывернут наизнанку»: стремление стать героем в своих или общественных глазах может привести только к худшему. По сюжету и выразительности Spec Ops не является равной ни «Апокалипсису сегодня» и «Сердцу тьмы, ни другим известным антивоенным играм вроде This War of Mine или Valiant Hearts: The Great War. Здесь нет драматургической глубины: в определённых моментах фильм или книга предлагают рассуждение, а Spec Ops — клишированный диалог или посредственную перестрелку. Геймдизайн странный, почти не связанный с главной темой и даже противоположный — это классический шутер о войне, где «стрелять по врагам должно быть весело и приятно». Важнее являются детали геймплея: фразы Уокера во время сражений и добивание противников становятся более жестокими; самое интересное — текст на загрузочных экранах, обращённых к игроку: «Армия США не одобряет убийства безоружных комбатантов….», «Вы всё ещё хороший человек». Также значимы моменты «незаметного выбора», где нет разделения опций — решение нужно принимать самостоятельно. Таким образом разработчики вводят собственную мораль игрока. Spec Ops: The Line не даёт ответы, а ставит вопросы: «Что же случится, когда решение придётся принимать нам?».